# Leptodactylus silvanimbus
Espèce
Statut de conservation UICN

 CR B2ab(iii,v) : 
En danger critique
Leptodactylus silvanimbus est une espèce d'amphibiens de la famille des Leptodactylidae.

## Répartition
Cette espèce est endémique du Honduras. Elle se rencontre entre 1 470 à 2 000 m d'altitude dans la cordillère de Celaque et de la sierra del Merendón dans le département d'Ocotepeque,.

## Étymologie
Le nom spécifique silvanimbus vient du latin silva, la forêt, et de nimbus, le nuage, en référence à un des habitats de cette espèce, la forêt de nuages.

## Publication originale
- McCranie, Wilson et Porras,1980 : A new species of Leptodactylus from the cloud forests of Honduras. Journal of Herpetology, vol. 14, no 4, p. 361-367.